# بيت ليد
بيت ليد هي بلدة فلسطينية في محافظة طولكرم، تقع شرق مدينة طولكرم. ويحيط بها كل من سفارين وشوفة غرباً، ورامين وكفر اللبد شمالاً، وكور جنوباً، ودير شرف وقوصين شرقاً.

## الموقع والحدود
تقع بلدة بيت ليد شرق مدينة طولكرم ويحيط بها كل من سفارين وشوفة غرباً وقوصين شرقاً ورامين شمالاً وكل من كفر قدوم وكور جنوباً جنوب غرب.
ترتفع عن مستوى سطح البحر 452 م وتنحدر نحو الجنوب حيث تنتشر التربة السمراء والتربة البنية الحمراء في الجهة الجنوبية من التل، في حين ينحدر في الجهتين الشمالية والشماليه الغربية، حيث تنتشر التربة البيضاء ويمتد جبل القعدة في الجهة الشمالية الغربية وجبل راس الشامي في الجهة الشمالية من البلدة، ويمتد جبل رأس الصعيدي (438 م) في الجهة الشرقية وسطح الأرض في نفسها مغطى بتربة سمراء.
تتألف البلدة من بيوت مبنية بالحجر والاسمنت وتوجد فيها المباني القديمة ويفصل بينها في وسط البلدة أزقة دائرية أو شبه دائرية، وشكل دائري شعاعي تتقاطع فيه الشوارع الضيقة المتفرعة بمحاذاة الطرق المتفرعة من وبخاصة في الجهة الغربية على جانبي طريق سفارين، تتكون مباني كل من وسفارين تلتحم بعضها مع بعض وقد ازدادت مساحة البلدة نتيجة هذا النمو العمراني من «22 دونم» في عام 1945 م إلى أكثر من «150 دونم» عام 1980 م.

## المساحة
تبلغ مساحة اراضي 16753 دونماً، وتزرع فيها مختلف أنواع المحاصيل الزراعية من حبوب وأشجار مثمرة كالزيتون واللوز والتين وفي الغالب تعتمد الزراعة على مياه الأمطار.

## السكان
كان يقيم في عام 1922م نحو 653 نسمة، وازداد عددهم في عام 1931م إلى 738 نسمه، سكنوا في 171 بيتاً، وقدر عدد السكان في عام 1961 م بحوالي 1807 نسمه، وفيهم عدد من الذين هاجروا من خربة في فلسطين المحتلة عام 1948م.
وقدر عدد السكان عام 1980 م بنحو 5000 نسمه، في حين يتجاوز العدد 6000 نسمه بحسب التعداد السكاني الأخير عام 2008.

## الحياة الاقتصادية
يعتمد السكان في البلدة في حياتهم المعيشيه على الزراعة وخاصة الزيتون والحبوب بكافة أنواعها، بالإضافة إلى تربية المواشي والحيوانات المدجنة. وأيضا العمل في مجال التعليم، وحيث أنهم يعملون أيضاً في مهن مختلف كالبناء والحدادة والكهرباء وفي الوظائف المختلفة الأخرى.

## الحياة العلمية
تزودنا (السالنامه) عام 1311 هـ عن أعداد الطلاب في ((سنجق)) نابلس الذي انفصل عن البلقاء حيث بلغ اعداد الطلاب الذكور في البلدة (55 طالباً).
وفي أواخر عهد الأنتداب البريطاني كان أعلى صف في قرية الصف الرابع الابتدائي وفي الوقت الحالي يوجد ستة مدارس: مدرسة ذ شهداء الثانوية ومدرسة بنات الثانوية ومدرسة ذكور الأساسية ومدرسة صلاح الشايب الأساسية المختلطة ومدرسة بنات الأساسية العليا ومدرسة الأساسية المختلطة، مدرسة الدوار.

## أعلام
ينسب للبلدة الشخصيات التالية: 
- كامل السعيد، وزير وقانوني وأستاذ جامعي أردني من أصلٍ فلسطيني.
- عبد الله بن عمر بن مجلي بن عبد الحافظ البيت ليدي المنوفي عام 798 هـ.
- عبد الله بن محمد بن يحيى بن عبد الحافظ البيت ليدي ولد سنة 776 هـ ومات في حدود سنة 840 هـ.
- عبد الرحمن بن عمر بن مجلي بن عبد الحافظ البيت ليدي مات في عام " 803 هـ
- شهاب الدين أحمد الحنبلي وصفه صاحب «شذرات الذهب في أخبار من ذهب» بالإمامة العلامة المتوفي عام 871 هـ / 1179 م بالأمامه العلامة.
- حسن بن خليل البيت ليدي الصالحي الحنبلي من رجال القرن العاشر خطيب جامع بيت ليهيا من أعمال دمشق ونائب ديوان الجيش.

## الصحة
انشئت عام 1964 م عياده صحية حكوميه فيها ممرض واحد دائم وفي عام 1990م أنشئ مركز لرعاية الأمومة تابعة لجمعية الهلال الأحمر وفي عام 2002 م أقيم بناء مستقل للعيادة الصحية ويوجد فيها مختبرات تحاليل طبية كما ويوجد في البلدة صيدليتان وعيادات طبية خاصة.

## الخدمات العامة (الكهرباء، والمياه، والاتصالات)
تم تزويد البلدة بالكهرباء عام 1974م من بلدية نابلس كما وتم ايصال شبكة المياه إلى البلدة عام 1993م ومصدرها من دائرة مياه الضفة الغربية، كما أنه يوجد العديد من الآبار الخاصة في البيوت السكنية التي لا تتجاوز بضعة امتار ومصدر تغديتها مياه الأمطار، كما ويوجد في البلدة خطوط الهاتف التي تغطي نسبة عالية من البيوت.
ويوجد في البلدة نادي ثقافي.